# When Love Met Destruction
When Love Met Destruction è il secondo EP del gruppo musicale statunitense Motionless in White, pubblicato il 17 febbraio 2009 dalla Tragic Hero Records.

## Il disco
When Love Met Destruction fu registrato dopo un anno dall'uscita di The Whorror. Doveva inizialmente essere un album full-length che includeva 11 tracce ma, per via delle difficoltà legate all'essere sotto contratto con una piccola etichetta, l'album non venne mai pubblicato ufficialmente, anche se tutte le canzoni registrate vennero caricate online.
Durante il Warped Tour l'etichetta discografica Tragic Hero Records notò la band e la mise sotto contratto. Da qui la band decise di registrare di nuovo sei delle tracce di When Love Met Destruction, rendendolo un EP.
Alcune delle canzoni non incluse nell'EP vennero in seguito rivisitate nell'album Creatures.

## Tracce
1. To Keep From Getting Burned – 3:30
2. Ghost In The Mirror – 3:37
3. Whatever You Do... Don't Push the Red Button – 3:35
4. Destroying Everything – 5:02
5. Billy in 4-C Never Saw It Coming – 4:03
6. The Seventh Circle – 3:32

Versione full-length
1. When Love Met Destruction – 2:15
2. To Keep From Getting Burned – 3:30
3. Ghost In The Mirror – 3:37
4. Destroying Everything – 5:02
5. Whatever You Do... Don't Push the Red Button – 3:35
6. She Never Made It To The Emergency Room (versione rivisitata dall'omonima canzone da The Whorror) – 3:32
7. Billy in 4-C Never Saw It Coming – 4:03
8. We Only Come Out at Night – 2:49
9. Bananamontana – 3:05
10. The Seventh Circle – 3:35
11. Apocolips (versione rivisitata dall'omonima canzone da The Whorror) – 3:58

## Formazione
- Chris "Motionless" Cerulli - voce
- Joshua Balz - tastiera
- Ryan Sitkowski -  chitarra solista
- TJ Bell -  chitarra ritmica
- Frank Polumbo - basso
- Angelo Parente - batteria